# Saison NBA 1982-1983
Navigation
Saison 1981-1982 Saison 1983-1984
La saison NBA 1982-1983 est la 34e saison de la NBA (la 37e en comptant les 3 saison de BAA). Les Philadelphia 76ers remportent le titre NBA en battant en Finale les Los Angeles Lakers 4 victoires à 0.

## Faits notables
- Le All-Star Game 1983 s'est déroulé au Great Western Forum à Inglewood où les All-Star de l'Est ont battu les All-Star de l'Ouest 132-123. Julius Erving (Philadelphia 76ers) a été élu Most Valuable Player.
- C'est la dernière saison de Larry O'Brien en tant que commissionnaire. La NBA donnera son nom au trophée remis à l'équipe championne pour lui rendre hommage.
- Les Philadelphia 76ers réalisent un bilan de 12 victoires pour une défaite, établissant le plus haut pourcentage de victoires en playoffs (battu en 2001 par les Lakers).
- Les trophées de Defensive Player of the Year et de Sixth Man of the Year sont décernés pour la première fois lors de cette saison.

## Classements de la saison régulière
| Champion de division | Qualifié pour les playoffs | Non qualifié pour les playoffs |

### Par division
| Division Atlantique     | V  | D  | PCT  | GB |
| ----------------------- | -- | -- | ---- | -- |
| 76ers de Philadelphie C | 65 | 17 | 79.3 | -  |
| Celtics de Boston       | 56 | 26 | 68.3 | 9  |
| Nets du New Jersey      | 49 | 33 | 59.8 | 16 |
| Knicks de New York      | 44 | 38 | 53.7 | 21 |
| Bullets de Washington   | 42 | 40 | 51.2 | 23 |

| Division Centrale      | V  | D  | PCT  | GB |
| ---------------------- | -- | -- | ---- | -- |
| Bucks de Milwaukee     | 51 | 31 | 62.2 | -  |
| Hawks d'Atlanta        | 43 | 39 | 52.4 | 8  |
| Pistons de Détroit     | 37 | 45 | 45.1 | 14 |
| Bulls de Chicago       | 28 | 54 | 34.1 | 23 |
| Cavaliers de Cleveland | 23 | 59 | 28.0 | 28 |
| Pacers de l'Indiana    | 20 | 62 | 24.4 | 31 |

| Division Midwest     | V  | D  | PCT  | GB |
| -------------------- | -- | -- | ---- | -- |
| Spurs de San Antonio | 53 | 29 | 64.6 | -  |
| Nuggets de Denver    | 45 | 37 | 54.9 | 8  |
| Kings de Kansas City | 45 | 37 | 54.9 | 8  |
| Mavericks de Dallas  | 38 | 44 | 46.3 | 15 |
| Jazz de l'Utah       | 30 | 52 | 36.6 | 23 |
| Rockets de Houston   | 14 | 68 | 17.1 | 39 |

| Division Pacifique        | V  | D  | PCT  | GB |
| ------------------------- | -- | -- | ---- | -- |
| Lakers de Los Angeles     | 58 | 24 | 70.7 | -  |
| Suns de Phoenix           | 53 | 29 | 64.6 | 5  |
| SuperSonics de Seattle    | 48 | 34 | 58.5 | 10 |
| Trail Blazers de Portland | 46 | 36 | 56.1 | 12 |
| Warriors de Golden State  | 30 | 52 | 36.6 | 28 |
| Clippers de San Diego     | 25 | 57 | 30.5 | 33 |

### Par conférence
| Conférence Est | Conférence Est          | Conférence Est | Conférence Est | Conférence Est |
| No             | Franchise               | Vic.           | Déf.           | PCT            |
| -------------- | ----------------------- | -------------- | -------------- | -------------- |
| 1              | 76ers de Philadelphie C | 65             | 17             | 79.3           |
| 2              | Bucks de Milwaukee      | 51             | 31             | 62.2           |
| 3              | Celtics de Boston       | 56             | 26             | 68.3           |
| 4              | Nets du New Jersey      | 49             | 33             | 59.8           |
| 5              | Knicks de New York      | 44             | 38             | 53.7           |
| 6              | Hawks d'Atlanta         | 43             | 39             | 52.4           |
|                |                         |                |                |                |
| 7              | Bullets de Washington   | 42             | 40             | 51.2           |
| 8              | Pistons de Détroit      | 37             | 45             | 45.1           |
| 9              | Bulls de Chicago        | 28             | 54             | 34.1           |
| 10             | Cavaliers de Cleveland  | 23             | 59             | 28.0           |
| 11             | Pacers de l'Indiana     | 20             | 62             | 24.4           |

| Conférence Ouest | Conférence Ouest          | Conférence Ouest | Conférence Ouest | Conférence Ouest |
| No               | Franchise                 | Vic.             | Déf.             | PCT              |
| ---------------- | ------------------------- | ---------------- | ---------------- | ---------------- |
| 1                | Lakers de Los Angeles     | 58               | 24               | 70.7             |
| 2                | Spurs de San Antonio      | 53               | 29               | 64.6             |
| 3                | Suns de Phoenix           | 53               | 29               | 64.6             |
| 4                | SuperSonics de Seattle    | 48               | 34               | 58.5             |
| 5                | Trail Blazers de Portland | 46               | 36               | 56.1             |
| 6                | Nuggets de Denver         | 45               | 37               | 54.9             |
|                  |                           |                  |                  |                  |
| 7                | Kings de Kansas City      | 45               | 37               | 54.9             |
| 8                | Mavericks de Dallas       | 38               | 44               | 46.3             |
| 9                | Jazz de l'Utah            | 30               | 52               | 36.6             |
| 10               | Warriors_de_Golden_State  | 30               | 52               | 36.6             |
| 11               | Clippers de San Diego     | 25               | 57               | 30.5             |
| 12               | Rockets de Houston        | 14               | 68               | 17.1             |

C - Champions NBA

## Playoffs
|  | 1er tour         | 1er tour               | 1er tour               |                           |                    | Demi-finales de Conférence | Demi-finales de Conférence | Demi-finales de Conférence |   |  | Finales de Conférence | Finales de Conférence | Finales de Conférence |   |  | Finales NBA | Finales NBA | Finales NBA |
|  |                  |                        |                        |                           |                    |                            |                            |                            |   |  |                       |                       |                       |   |  |             |             |             |
|  | 4                | SuperSonics de Seattle | 0                      |                           |                    |                            |                            |                            |   |  |                       |                       |                       |   |  |             |             |             |
|  | 5                | Portland Trail Blazers | 2                      |                           |                    |                            |                            |                            |   |  |                       |                       |                       |   |  |             |             |             |
|  | 5                | Portland Trail Blazers | 2                      |                           | 1                  | Lakers de Los Angeles      | 4                          |                            |   |  |                       |                       |                       |   |  |             |             |             |
|  |                  |                        |                        |                           | 1                  | Lakers de Los Angeles      | 4                          |                            |   |  |                       |                       |                       |   |  |             |             |             |
|  |                  |                        | 5                      | Trail Blazers de Portland | 1                  |                            |                            |                            |   |  |                       |                       |                       |   |  |             |             |             |
|  |                  |                        | 5                      | Trail Blazers de Portland | 1                  |                            |                            |                            |   |  |                       |                       |                       |   |  |             |             |             |
|  |                  |                        |                        |                           |                    |                            |                            |                            |   |  |                       |                       |                       |   |  |             |             |             |
|  |                  |                        |                        |                           |                    |                            |                            |                            |   |  |                       |                       |                       |   |  |             |             |             |
|  |                  |                        |                        |                           |                    |                            | 1                          | Lakers de Los Angeles      | 4 |  |                       |                       |                       |   |  |             |             |             |
|  | Conférence Ouest |                        |                        |                           |                    |                            | 1                          | Lakers de Los Angeles      | 4 |  |                       |                       |                       |   |  |             |             |             |
|  |                  | 2                      | Spurs de San Antonio   | 2                         |                    |                            |                            |                            |   |  |                       |                       |                       |   |  |             |             |             |
|  | 3                | 2                      | Spurs de San Antonio   | 2                         | Suns de Phoenix    | 1                          |                            |                            |   |  |                       |                       |                       |   |  |             |             |             |
|  | 3                |                        |                        |                           | Suns de Phoenix    | 1                          |                            |                            |   |  |                       |                       |                       |   |  |             |             |             |
|  | 6                | Nuggets de Denver      | 2                      |                           |                    |                            |                            |                            |   |  |                       |                       |                       |   |  |             |             |             |
|  | 6                | Nuggets de Denver      | 2                      |                           | 6                  | Nuggets de Denver          | 1                          |                            |   |  |                       |                       |                       |   |  |             |             |             |
|  |                  |                        |                        |                           | 6                  | Nuggets de Denver          | 1                          |                            |   |  |                       |                       |                       |   |  |             |             |             |
|  |                  |                        | 2                      | Spurs de San Antonio      | 4                  |                            |                            |                            |   |  |                       |                       |                       |   |  |             |             |             |
|  |                  |                        | 2                      | Spurs de San Antonio      | 4                  |                            |                            |                            |   |  |                       |                       |                       |   |  |             |             |             |
|  |                  |                        |                        |                           |                    |                            |                            |                            |   |  |                       |                       |                       |   |  |             |             |             |
|  |                  |                        |                        |                           |                    |                            |                            |                            |   |  |                       |                       |                       |   |  |             |             |             |
|  |                  |                        |                        |                           |                    |                            |                            |                            |   |  |                       | O1                    | Lakers de Los Angeles | 0 |  |             |             |             |
|  |                  |                        |                        |                           |                    |                            |                            |                            |   |  |                       |                       |                       |   |  |             |             |             |
|  |                  | E1                     | Sixers de Philadelphie | 4                         |                    |                            |                            |                            |   |  |                       |                       |                       |   |  |             |             |             |
|  | 4                | E1                     | Sixers de Philadelphie | 4                         | Nets du New Jersey | 0                          |                            |                            |   |  |                       |                       |                       |   |  |             |             |             |
|  | 4                |                        |                        |                           | Nets du New Jersey | 0                          |                            |                            |   |  |                       |                       |                       |   |  |             |             |             |
|  | 5                | Knicks de New York     | 2                      |                           |                    |                            |                            |                            |   |  |                       |                       |                       |   |  |             |             |             |
|  | 5                | Knicks de New York     | 2                      |                           | 1                  | Sixers de Philadelphie     | 4                          |                            |   |  |                       |                       |                       |   |  |             |             |             |
|  |                  |                        |                        |                           | 1                  | Sixers de Philadelphie     | 4                          |                            |   |  |                       |                       |                       |   |  |             |             |             |
|  |                  |                        | 5                      | Knicks de New York        | 0                  |                            |                            |                            |   |  |                       |                       |                       |   |  |             |             |             |
|  |                  |                        | 5                      | Knicks de New York        | 0                  |                            |                            |                            |   |  |                       |                       |                       |   |  |             |             |             |
|  |                  |                        |                        |                           |                    |                            |                            |                            |   |  |                       |                       |                       |   |  |             |             |             |
|  |                  |                        |                        |                           |                    |                            |                            |                            |   |  |                       |                       |                       |   |  |             |             |             |
|  |                  |                        |                        |                           |                    |                            | 1                          | Sixers de Philadelphie     | 4 |  |                       |                       |                       |   |  |             |             |             |
|  | Conférence Est   |                        |                        |                           |                    |                            | 1                          | Sixers de Philadelphie     | 4 |  |                       |                       |                       |   |  |             |             |             |
|  |                  | 2                      | Bucks de Milwaukee     | 1                         |                    |                            |                            |                            |   |  |                       |                       |                       |   |  |             |             |             |
|  | 3                | 2                      | Bucks de Milwaukee     | 1                         | Celtics de Boston  | 2                          |                            |                            |   |  |                       |                       |                       |   |  |             |             |             |
|  | 3                |                        |                        |                           | Celtics de Boston  | 2                          |                            |                            |   |  |                       |                       |                       |   |  |             |             |             |
|  | 6                | Hawks d'Atlanta        | 1                      |                           |                    |                            |                            |                            |   |  |                       |                       |                       |   |  |             |             |             |
|  | 6                | Hawks d'Atlanta        | 1                      |                           | 3                  | Celtics de Boston          | 0                          |                            |   |  |                       |                       |                       |   |  |             |             |             |
|  |                  |                        |                        |                           | 3                  | Celtics de Boston          | 0                          |                            |   |  |                       |                       |                       |   |  |             |             |             |
|  |                  |                        | 2                      | Bucks de Milwaukee        | 4                  |                            |                            |                            |   |  |                       |                       |                       |   |  |             |             |             |
|  |                  |                        | 2                      | Bucks de Milwaukee        | 4                  |                            |                            |                            |   |  |                       |                       |                       |   |  |             |             |             |
|  |                  |                        |                        |                           |                    |                            |                            |                            |   |  |                       |                       |                       |   |  |             |             |             |

## Leaders de la saison régulière
| Catégorie                  | Joueur                 | Équipe                | Statistique |
| -------------------------- | ---------------------- | --------------------- | ----------- |
| Points par match           | Alex English           | Denver Nuggets        | 28.4        |
| Rebonds par match          | Moses Malone           | Philadelphia 76ers    | 15.3        |
| Passes décisives par match | Magic Johnson          | Los Angeles Lakers    | 10.5        |
| Interceptions par match    | Micheal Ray Richardson | Golden State Warriors | 2.8         |
| Contres par match          | Tree Rollins           | Hawks d'Atlanta       | 4.3         |
| % aux tirs                 | Artis Gilmore          | San Antonio Spurs     | 62.6        |
| % aux lancers-francs       | Calvin Murphy          | Houston Rockets       | 92.0        |
| % à 3-points               | Mike Dunleavy Sr.      | San Antonio Spurs     | 34.5        |

## Récompenses individuelles
- Most Valuable Player : Moses Malone, Philadelphia 76ers
- Rookie of the Year : Terry Cummings, San Diego Clippers
- Defensive Player of the Year : Sidney Moncrief, Milwaukee Bucks
- Sixth Man of the Year : Bobby Jones, Philadelphia 76ers
- Coach of the Year : Don Nelson, Milwaukee Bucks
- Executive of the Year : Zollie Volchok, Seattle Supersonics
- J.Walter Kennedy Sportsmanship Award : Julius Erving, Philadelphia 76ers

- All-NBA First Team :
  - Larry Bird, Celtics de Boston
  - Sidney Moncrief, Milwaukee Bucks
  - Julius Erving, Philadelphia 76ers
  - Moses Malone, Philadelphia 76ers
  - Magic Johnson, Los Angeles Lakers

- All-NBA Second Team :
  - Alex English, Denver Nuggets
  - Buck Williams,New Jersey Nets
  - Kareem Abdul Jabbar, Los Angeles Lakers
  - George Gervin, San Antonio Spurs
  - Isiah Thomas, Detroit Pistons

- NBA All-Rookie Team :
  - James Worthy, Los Angeles Lakers
  - Quintin Dailey, Chicago Bulls
  - Terry Cummings, San Diego Clippers
  - Clark Kellogg, Indiana Pacers
  - Dominique Wilkins, Hawks d'Atlanta

- NBA All-Defensive First Team :
  - Bobby Jones, Philadelphia 76ers
  - Dan Roundfield, Hawks d'Atlanta
  - Moses Malone, Philadelphia 76ers
  - Sidney Moncrief, Milwaukee Bucks
  - Dennis Johnson, Phoenix Suns (ex æquo)
  - Maurice Cheeks, Philadelphia 76ers (ex æquo)

- NBA All-Defensive Second Team :
  - Larry Bird, Celtics de Boston
  - Kevin McHale, Celtics de Boston
  - Tree Rollins, Hawks d'Atlanta
  - Michael Cooper, Los Angeles Lakers
  - T. R. Dunn, Denver Nuggets

- MVP des Finales : Moses Malone, Philadelphia 76ers